# Las Adjuntas, Manuel Doblado
Las Adjuntas är en ort i Mexiko.   Den ligger i kommunen Manuel Doblado och delstaten Guanajuato, i den centrala delen av landet, 300 km väster om huvudstaden Mexico City. Las Adjuntas ligger 1 746 meter över havet och antalet invånare är 360.
Terrängen runt Las Adjuntas är kuperad söderut, men norrut är den platt. Runt Las Adjuntas är det ganska tätbefolkat, med 72 invånare per kvadratkilometer. Närmaste större samhälle är Ciudad Manuel Doblado, 12,9 km nordväst om Las Adjuntas. I omgivningarna runt Las Adjuntas växer huvudsakligen savannskog.